# تنظيم فروسي

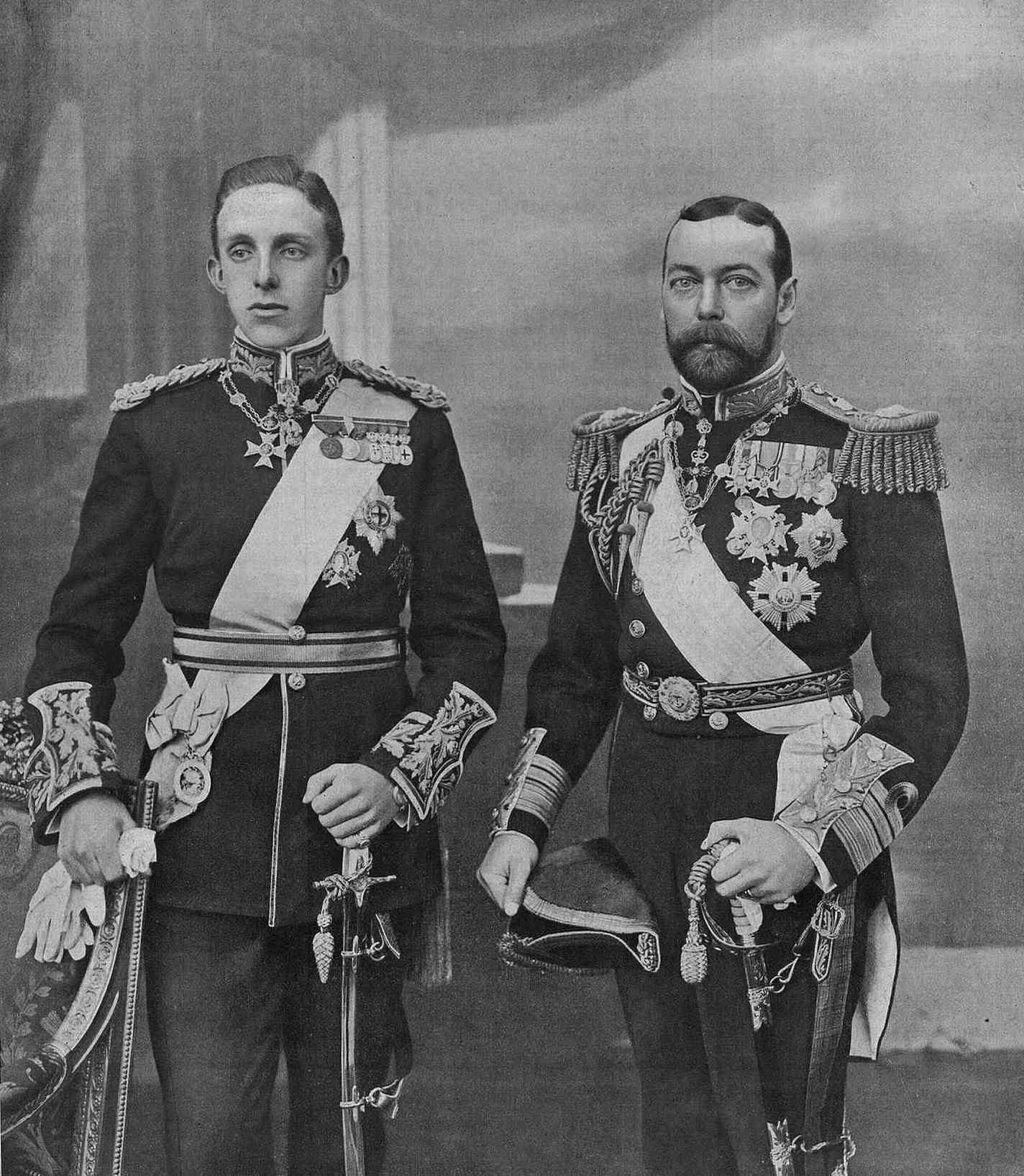
ألفونسو الثالث عشر ملك إسبانيا (على اليسار) مع ابن خال زوجته، الملك المستقبلي جورج الخامس (على اليمين)، خلال زيارته الرسمية إلى المملكة المتحدة في عام 1905م. يرتدي ألفونسو زي جنرال في الجيش البريطاني، والسلسلة الفيكتورية الملكية، وَشاح ونجمة الرباط، ووسام تنظيم كارلوس الثالث، وشارة عنق الصوف الذهبي، وشارة التنظيمات العسكرية الإسبانية الأربعة. جورج -أمير غالة آنذاك- يرتدي شارة عنق الصوف الذهبي، والرتبة العظمى لشاح وَوسام تنظيم تشارلز الثالث، والسلسلة الفيكتورية الملكية، ونجوم الرباط ووسام القديس ميخائيل والقديس جرجس.

ّالتنظيم الفروسيُّ تنظيمٌ من الفرسان، ويتأسس عادة أثناء الحملات الصليبية أو اقتدائاً بالتنظيمات العسكرية الكاثوليكية الأصلية التي شاركت في الحروب الصليبية (ق. 1099م -1291م) ويقترن بمفاهيم العصور الوسطى للفروسية ومُثُلِها العليا.
بدأت التنظيمات الفروسية -كتنظيماتٍ سُلاليّةٍ غالباً- منذ القرن الخامس العشر بالتأسس بطرقٍ أكثر رسمية[بحاجة لتوضيح]  و أصبح بالإمكان إنشائُها لأهدافٍ محددةٍ. كانت هذه التنظيمات -غالباً- تحتفظ بفكرة كونها أخوية أو مجتمعًا أو رابطةً من نوع آخر، ولكن بعضها كان شكلياً فقط ويقتصر على وسامٍ أو ميدالية، و كانت تعرف هذه التنظيمات الشكلية بشكل غير رسميّ بالتنظيمات. أدت هذه المؤسسات بدورها إلى ظهور تنظيمات الجدارة المعاصرة الخاضة بالدول ذاتِ السيادة.

## ملخص
التنظيم الفروسيّ مجتمع من الفرسان تحكمه قواعد التنظيم لغرض رئيسي هو مهمة مُثْلَى أو خيرية ذات أصل مسيحيّ. كانت التنظيمات الفروسيّة الأولى تنظيمات دينية تأسست لحماية وتوجيه الحجاج إلى الأراضي المقدسة. تميزت التنظيمات الفروسية بحياةٍ مجتمعيةٍ في فقرٍ وطاعةٍ وعفةٍ، وارتبطت بالمهام الخيرية، والحماية المسلحة للحجاج والردّ العسكري على أعداء المسيحية من الخارج و -أحياناً- من الداخل. ومن أمثلتها فرسان الهيكل، وفرسان القبر المقدس الذين يطلق عليهم رسميًا "تنظيم قبر القدس المقدس الفروسيّ" والذي تأسس عام 1090م، وتنظيمُ القديس يوحنا وتنظيم فرسان مالطة. أصبحت هذه المجتمعات تنظيمات بالمعنى القانوني الكنسي من خلال الاعتراف البابوي بقواعد التنظيم ومن خلال إنحلال المنظمات الأسقفية الكنسية.
بالإضافة إلى التنظيمات الفروسية الدينية، ظهرت تنظيمات فروسية في العديد من البيوت الملكية الأوروبية منذ منتصف القرن الرابع عشر، وذلك بهدف تأييد سياسة البلاط. مكّن هذا الملوك والأمراء من إنشاء قوة موثوقة مستقلة عن الكنيسة والجمع بين حياتهم في البلاط وفَضائِل الفروسيّة. كان البلاط البرغونيّ رائدًا في ذلك الوقت، وبالتالي كان تنظيم الصوف الذهبي الذي تأسس هناك عام 1430م، نموذجًا للنظام الأميريّ المعتَمِد على المُثُل العليا للفروسية المسيحية.
تم حل العديد من التنظيمات الفروسية على مر الزمان بسبب قلة الأعضاء أو تغيّر مجال النشاط -لذلك برز الجانب الخيري والتمريضيّ-، وكانت تُحَل أحياناً لأسبابٍ سياسية أيضاً، مثل فرسان الهيكل عام 1312م أو كما انحلت العديد من التنظيمات كمعارضة لألمانيا النازية، وَرغْمَ عدم إعادة تأسيس فرسان الهيكل، تم إعادة تنشيط بعض التنظيمات الأخرى بعد نهاية الحرب العالمية الثانية وسقوط الستار الحديدي.
هناك محاولات متكررة لبعث أو استعادة التنظيمات الفروسية القديمة. غالبًا ما تُستخدم التنظيمات الفروسيّة القديمة اليوم لتكريم الشخصيات، حيث قامت الملكة البريطانية إليزابيث الثانية بتعيين أعضاءٍ جددٍ في تنظيم الإمبراطورية البريطانية في القرن الحادي والعشرين، وقد تم إعادة تنشيط تنظيم القديس جرجس -مثلاَ- في أوروبا الوسطى -والذي تعود جذوره إلى الإمبراطور ماكسيميليان الأول المعروف بالفارس الأخير- من قبل أسرة هابسبورغ بعد حَلِّها من قبل ألمانيا النازيّة، ويتم إبراز الشخصيات المستحقة في جمهورية فرنسا من خلال منحهم وسام جوقة الشرف حتى يومنا هذا، وفي المقابل يكرس فرسان التنظيمات الرهبانية الكنسيّة مثل تنظيم فرسان مالطا العسكريّ وتنظيم القديس يوحنا أنفسهم بشكل أساسي للمهام الاجتماعية والتمريض والرعاية.